# Solune
Albums de Slimane
À bout de rêves
(2016) VersuS
(2019)
Singles
1. J'en suis là
Sortie : juin 2017
2. Viens on s'aime
Sortie : 27 octobre 2017
3. Luna
Sortie : avril 2018

Solune est le deuxième album studio du chanteur français Slimane, sorti le 26 janvier 2018.

## Clips vidéos
- J'en suis là : 27 juin 2017
- Viens on s'aime : 6 novembre 2017
- Solune : 12 janvier 2018
- Luna (feat. Boostee) : 5 juin 2018
- Nous deux : 12 mars 2019

## Liste des pistes
| 1.  | Solune                                   | Slimane                        | Meïr Salah, Yaacov Salah                  | 3:51 |
| 2.  | Viens on s'aime                          | Slimane                        | Meïr Salah, Yaacov Salah                  | 3:22 |
| 3.  | J'en suis là                             | Slimane                        | Moon Willis, Marso                        | 3:18 |
| 4.  | Luna (feat. Boostee)                     | Slimane, Boostee               | Meïr Salah, Yaacov Salah                  | 3:14 |
| 5.  | Les amis                                 | Slimane                        | Marso                                     | 2:52 |
| 6.  | Désolé                                   | Slimane                        | Yaacov Salah, Jules Jaconelli             | 3:04 |
| 7.  | Quand je serai grand                     | Slimane                        | Medeline, Humphrey                        | 3:00 |
| 8.  | Saisons                                  | Slimane                        | Meïr Salah, Yaacov Salah                  | 2:52 |
| 9.  | Au-delà                                  | Slimane                        | Marso                                     | 3:23 |
| 10. | Si on est deux (feat. Camille Lellouche) | Slimane, Camille Lellouche     | Meïr Salah, Yaacov Salah                  | 3:27 |
| 11. | Papa héros                               | Slimane, Mickaël Miro          | Meïr Salah, Yaacov Salah                  | 3:52 |
| 12. | La Chanson des vieux amants              | Jacques Brel, Gérard Jouannest | Meïr Salah, Yaacov Salah                  | 4:14 |
| 13. | Rengaine (feat. J.A.T)                   | Slimane                        | Meïr Salah, Yaacov Salah                  | 3:00 |
| 14. | Chanson d'amour                          | Slimane                        | Meïr Salah, Yaacov Salah                  | 3:06 |
| 15. | Petit pays (feat. Mood)                  | Slimane                        | Jules Jaconelli, Yaacov Salah, Meïr Salah | 3:32 |
| 16. | Je veux être vieux                       | Slimane                        | Meïr Salah                                | 2:58 |
| 17. | L'absence                                | Slimane                        | Yaacov Salah, Meïr Salah                  | 3:09 |

| 18. | Papa héros (Acoustique)         | 3:13 |
| 19. | Viens on s'aime (Deepend Remix) | 3:04 |
| 20. | Marie                           | 3:55 |

| 18. | Je te le donne | 3:55 |
| 19. | Bella ciao     | 3:00 |
| 20. | Roméo          | 2:57 |
| 21. | Nous deux      | 3:36 |

## Titres certifiés en France
- Viens on s'aime  Platine[1]
- Bella ciao (avec GIMS, Vitaa, Dadju, Naestro) Diamant
- Je te le donne (avec Vitaa)  Diamant
- Nous deux  Or[2]

## Titres certifiés en Belgique
- J'en suis là  Or
- Viens on s'aime 2x Platine
- Luna (feat. Boostee)  Or
- Nous deux 2x Platine

## Classements et certifications

### Classements hebdomadaires
| Classements (2018)           | Meilleure position |
| ---------------------------- | ------------------ |
| Belgique (Wallonie Ultratop) | 1                  |
| France (SNEP)                | 1                  |
| Suisse (Charts Romandie)     | 1                  |
| Suisse (Schweizer Hitparade) | 8                  |

### Certifications
| Région                                                                                                 | Certification | Ventes/Streams |
| --- | ------------- | -------------- |
| Belgique (BEA)                                                                                         | Platine       | 30 000*        |
| France (SNEP)                                                                                          | 2 × Platine   | 224 000*       |
| *Ventes selon la certification ^Mise en rayon selon la certification xNon précisé par la certification |               |                |